# Пісочник довгодзьобий
Пісочник довгодзьобий (Charadrius wilsonia) — вид сивкоподібних птахів родини сивкових (Charadriidae).

## Поширення
Поширений вздовж морського узбережжя Америки від південного сходу США до Бразилії, включаючи Антильські острови. Мексиканські птахи взимку відлітають до Перу. Це суто прибережний вид, який мешкає на піщаних, мулових і кам'янистих пляжах, краях прибережних лагун, лиманах і мулистих берегах річок і озер.

## Опис
Птах завдовжки від 16 до 20 сантиметрів, вагою від 55 до 70 грамів. У період розмноження оперення спини коричневе, голова світло-коричнева, лоб білий з чорною смугою, горло і живіт сіруваті, розділені ледь помітною коричневою лінією. У негніздовий період на чолі не з'являється чорна смуга, а нагрудна смуга малопомітна. Дзьоб чорний і товстий, хвіст невеликий округлий з білими зовнішніми пір'ям і довгими сірувато-рожевими ногами.